# Oosterzele
Oosterzele é um município belga da província de Flandres Oriental. O município é constituído pelas vilas de Balegem, Gijzenzele, Landskouter, Moortsele, Oosterzele e  Scheldewindeke. Em 1 de janeiro de 2006, o município tinha uma população de 13 172 habitantes, uma superfície total de 43,12 km², correspondendo a uma densidade populacional de 305 habitantes por km².

## Habitantes famosos
- Johan Van Hecke, político;
- Gustaaf Joos, Cardeal católico.

## Mapa
Oosterzele e sua composição.
Dados do mapa
| #   | Deelgemeenten  | Área (km2) | População | Densidade populacional |
| --- | -------------- | ---------- | --------- | ---------------------- |
| I   | Oosterzele     |            |           |                        |
| II  | Balegem        | 12,02      |           |                        |
| III | Scheldewindeke | 11,84      |           |                        |
| IV  | Moortsele      | 3,64       |           |                        |
| V   | Landskouter    |            |           |                        |
| VI  | Gijzenzele     | 1,87       |           |                        |